# Tom van 't Hek
Maria Thomas van ’t Hek, conhecido como Tom van 't Hek (Naarden, 1º de abril de 1958), é um ex-jogador e treinador de  hóquei sobre a grama dos Países Baixos. Atuou em 221 partidas internacionais pela seleção de seu país, incluindo a participação nas Olimpíadas de 1984. Como técnico, levou a Seleção Neerlandesa de Hóquei sobre a grama feminino à conquista de duas medalhas de bronze olímpicas. Ele é o irmão mais novo do comediante Youp van 't Hek.